# (36808) 2000 SA68
2000 SA68 (asteroide 36808) é um asteroide da cintura principal. Possui uma excentricidade de 0.18810430 e uma inclinação de 2.05827º.
Este asteroide foi descoberto no dia 24 de setembro de 2000 por LINEAR em Socorro.